# Wąkrota jaskrowata
Wąkrota jaskrowata (Hydrocotyle ranunculoides L. f.) – gatunek rośliny wieloletniej z rodziny araliowatych (Araliaceae). Zasięg gatunku obejmuje Amerykę Południową i Środkową. Jako introdukowany rośnie w Europie Zachodniej, w rejonie Kaukazu, w Afryce Środkowej i Wschodniej oraz w Australii. Ujęty na liście inwazyjnych gatunków obcych uznanych za stwarzających zagrożenie dla Unii Europejskiej. W Polsce nie odnotowano jej występowania w zbiorowiskach naturalnych, półnaturalnych i synantropijnych, ale także ujęta jest w prawie krajowym jako gatunek inwazyjny stwarzający zagrożenie dla Unii Europejskiej.